# Endoxyla eluta
Endoxyla eluta is een vlinder uit de familie van de Houtboorders (Cossidae). De wetenschappelijke naam van deze soort is voor het eerst voorgesteld als Xyleutes eluta door Lionel Walter Rothschild in een publicatie uit 1903.
De soort komt voor in Australië.